# Rodézia zászlaja
Rodézia zászlaja alatt a valamikori Dél-Rodézia brit gyarmat helyén létrejött Rodéziai Köztársaság lobogója értendő.

## Története

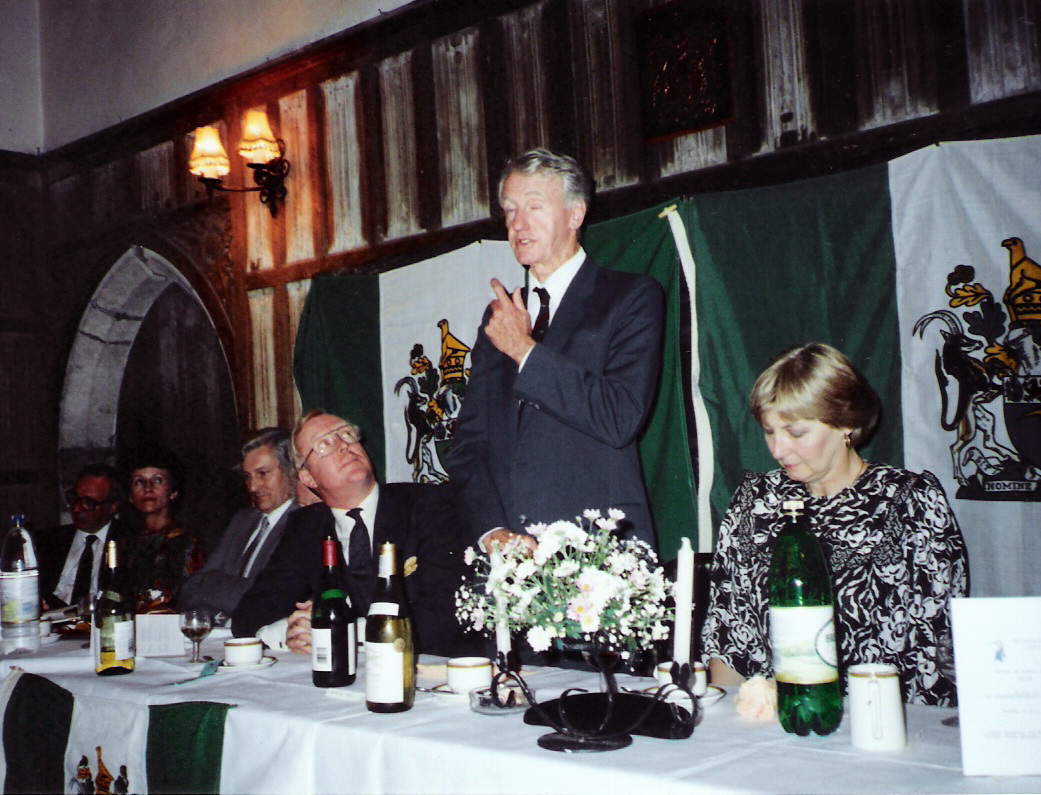
Ian Smith, Rodézia volt elnöke, több mint egy évtizeddel bukása után egy tiszteletére a kenti Lympne-kastélyban tartott vacsorán, mögötte a rodéziai zászló (1990. július 23.)

Korábban Észak-Rodéziának (ma Zambia) és Dél-Rodéziának külön zászlója volt. Dél-Rodéziában Zambia függetlenségének kikiáltása évében elfogadtak egy új zászlót, amely csak egyetlen jellemzőben tért el a gyarmati lobogótól: alapja világoskék volt a sötétkék helyett (hasonlóan Tuvalu vagy a Fidzsi-szigetek zászlajához). A bal felső sarokban a brit zászlóval (Union Jack), míg a jobb oldal középső felén a címerrel: pajzs alakban, a felső sávban két bogánccsal övezett vörösszínű oroszlán (Cecil Rhodes, az állam névadójának családi címeréből), lenn sötétzöld alapon egy aranycsákány, amely a fő gazdasági ágat, a bányászatot szimbolizálta.
Az egyoldalúan bejelentett függetlenség első éveiben Rodézia azért használta ezt a zászlót, mivel a Brit Nemzetközösség tagja kívánt maradni. Mindez megváltozott, amikor egyértelművé vált, hogy Nagy-Britannia nem támogatja egy fehérdominanciájú állam működését, ezért az Ian Smith vezette kormány a Nemzetközösségtől független Rodéziai Köztársaság létrehozása mellett döntött. Két évvel a köztársaság hivatalos kikiáltását megelőzően, 1968. november 11-én elfogadták az új zászlót. Ez sokban hasonlított a mai Nigéria nemzeti zászlójára, mivel sötétzöld-fehér függőleges trikolórt használt, annyi eltéréssel, hogy közepén a korábban is használt címer volt, melyet két lóantilop fog közre. Az 1970. március 2-án kikiáltott Rodéziai Köztársaság ezt fogadta el nemzeti lobogónak is.
Mikor Londonban, 1969-ben bezárták a rodéziai képviseleti irodát, a függetlenség hívei provokatív célból az épületnél lobogtatták a zászlót, amikor a brit miniszterek egy konferenciára érkeztek oda. Nyilatkozatukban a politikusok elítélték mind Rodézia „lázadását”, mind a zászlót.
Az 1972-es müncheni olimpián jelen volt a rodéziai csapat, az olimpiai faluban viszont a korábbi, brit adminisztrációban használt sötétkék alapú zászlót használták és leadták Isten óvd a királynőt c. himnuszt. A Nemzetközi Olimpiai Bizottság ezt követően kizárta a rodéziai csapatot az olimpia megnyitása előtt.
Rodéziai 1979-es összeomlását követően használatban maradt a zászló, pontosabban az átmeneti Rodézia-Zimbabwe államszövetség kettős zászlót használt. A fekete többség a pánafrikai színekre alapuló lobogót, míg a fehér kisebbség az addig is használt rodéziai nemzeti lobogót. Végül az 1980-an létrejövő Zimbabwe állam új zászlót fogadott el.

## Szimbólum és arányok
A rodéziai zászló hossza a zászló szélességének kétszerese (arány 1:2). A zászlót elfogadó törvény külön kitért arra, hogy a zászló szándékos megsemmisítése, meggyalázása bűncselekmény, amely 500 font pénzbírsággal vagy súlyosabb esetben két év börtönnel büntetendő.

## Napjainkban
A rodéziai zászlóra, mint önkényuralmi és rasszista jelképként tekintenek, többek között azért, mert fehér faji felsőbbrendűséget hirdető csoportok előszeretettel használják. Dylann Roof, a 2015. június 17-i charlestoni mészárlás elkövetője, amelyben 9 feketét gyilkolt meg egy templomban, a támadáskor egy olyan kabátot visel, amelyre Rodézia zászlaja is fel volt varrva. Roof meggyőződése szerint Rodézia bizonyíték arra, hogy mennyivel jobb azoknak az országoknak és társadalmaknak, amit fehérek irányítanak.
Egykori rodéziai fehéreket, akik elvándoroltak az országból viszont kifejezetten sért, hogy államuk hajdani lobogóját ilyen csoportok használják fel.

## Galléria

Rodézia zászlaja 1964 és 1968 között
Dél-Rodézia gyarmati zászlaja
A miniszterelnöki zászló (1970-1979)
A fekete kormányzású Zimbabwe-Rodézia zászlaja (1979)
A rodéziai légierő zászlaja
A rodéziai hadsereg zászlaja